# Bundesautobahn 143
La Bundesautobahn 143, abbreviata anche in A 143, è una autostrada tedesca della lunghezza di 9 km che collega l'autostrada A 38 con il centro della città di Halle.
È prevista la costruzione del tratto che la collegherebbe con l'autostrada A 14 chiudendo il progetto definito come Mitteldeutsche Schleife che prevede un anello tangenziale che circonda le città di Halle e di Lipsia.

## Percorso

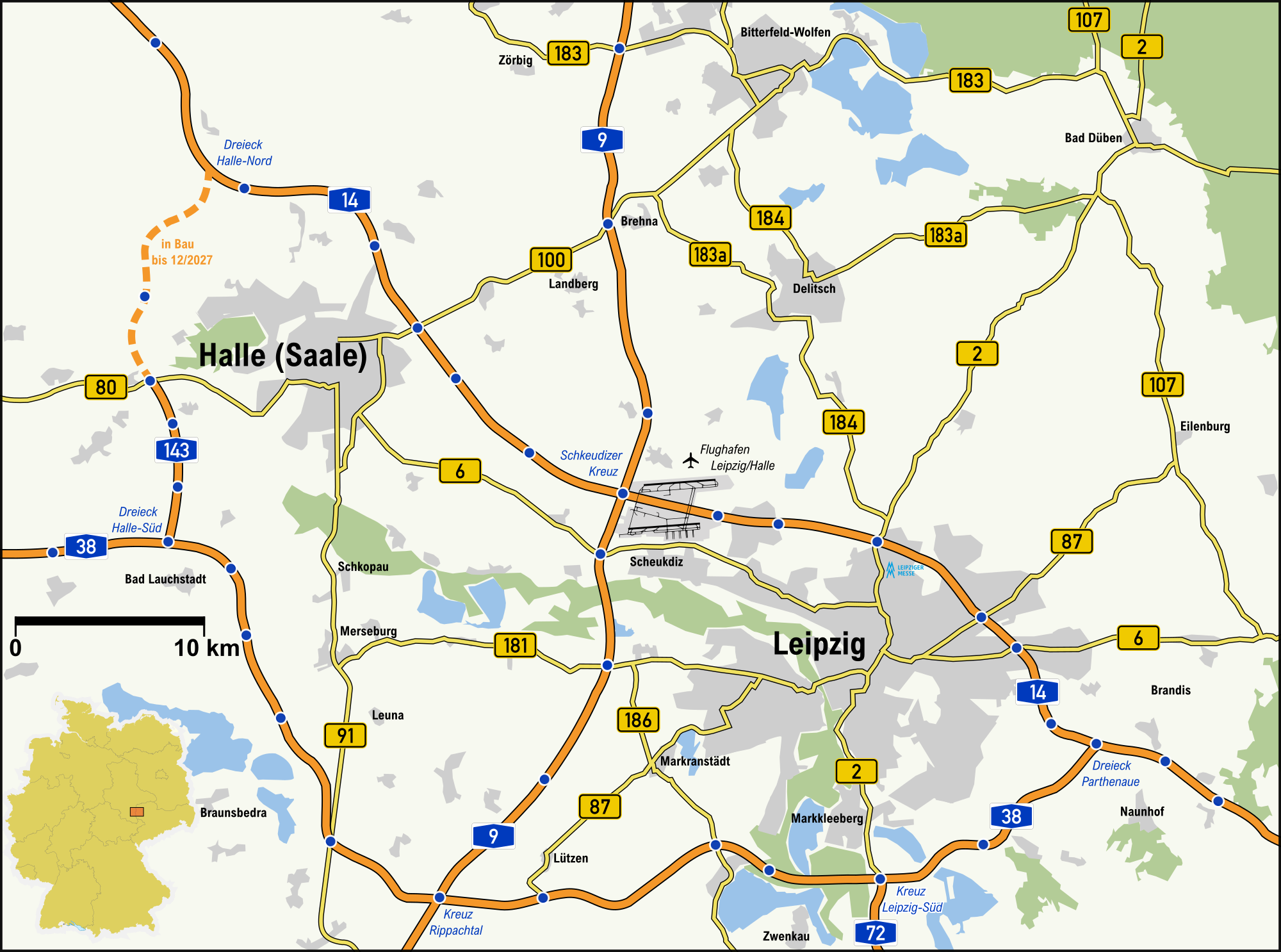
Il progetto Mitteldeutsche Schleife

| A 143 |           |                         |     |                |                |
| Tipo  | n° uscita | Indicazione             | km  | Corrispondenze | Strada europea |
|       | 1         | Halle-Neustadt          | 9,0 |                |                |
|       | 2         | Teutschental            | 5,4 |                |                |
|       | 3         | Holleben                | 2,6 |                |                |
|       | 4         | Confluenza di Halle Sud | 0,0 |                |                |